# Квалификације за Светско првенство у фудбалу 1986.
У Квалификацијама за Светско првенство у фудбалу 1986. учествују 109 репрезентације (укључујући Мексико која се аутоматски квалификовала као домаћин и Италију која се аутоматски квалификовала као бранилац титуле) од којих ће се 24 квалификовати за завршни турнир који ће се одржати у Мексику.
Квалификације су у под покровитељством (ФИФА), организоване по континентима (Континенталним фудбалским конфедерацијама). Место у завршној фази зависи од успеха у квалификацијама, а број места зависи од јачине репрезентација тог континента.

## Квалификоване репрезентације
| Репрезентација  | Квалификована као            | Датум квалификације | Преглед учешћа на турнирима1, 2                                             |
| --------------- | ---------------------------- | ------------------- | --------------------------------------------------------------------------- |
| Италија         | Бранилац титуле              | 11. јул 1982.       | 10 (1934, 1938, 1950, 1954, 1962, 1966, 1970, 1974, 1978, 1982)             |
| Мексико         | Домаћин                      | 31. март 1983.      | 8 (1930, 1950, 1954, 1958, 1962, 1966, 1970, 1978)                          |
| Уругвај         | Победник КОНМЕБОЛ групе 2    | 7. април 1985.      | 7 (1930, 1950, 1954, 1962, 1966, 1970, 1974)                                |
| Мађарска        | Победник УЕФА групе 5        | 17. април 1985.     | 8 (1934, 1938, 1954, 1958, 1962, 1966, 1978, 1982)                          |
| Бразил          | Победник КОНМЕБОЛ групе 3    | 23. јун 1985.       | 12 (1930, 1934, 1938, 1950, 1954, 1958, 1962, 1966, 1970, 1974, 1978, 1982) |
| Аргентина       | Победник КОНМЕБОЛ групе 1    | 30. јун 1985.       | 8 (1930, 1934, 1958, 1962, 1966, 1974, 1978, 1982)                          |
| Пољска          | Победник УЕФА групе 1        | 11. септембар 1985. | 5 (1938, 1974, 1978, 1982)                                                  |
| Канада          | Победник КОНКАКАФ шампионата | 14. септембар 1985. | 0 (дебитант)                                                                |
| Западна Немачка | Победник УЕФА групе 2        | 25. септембар 1985. | 10 (1934, 1938, 1954, 1958, 1962, 1966, 1970, 1974, 1978, 1982)             |
| Шпанија         | Победник УЕФА групе 7        | 25. септембар 1985. | 6 (1934, 1950, 1962, 1966, 1978, 1982)                                      |
| Бугарска        | Другопласирани УЕФА групе 4  | 28. септембар 1985. | 4 (1962, 1966, 1970, 1974)                                                  |
| Енглеска        | Победник УЕФА групе 3        | 16. октобар 1985.   | 7 (1950, 1954, 1958, 1962, 1966, 1970, 1982)                                |
| Португал        | Другопласирани УЕФА групе 2  | 16. октобар 1985.   | 1 (1966)                                                                    |
| Мароко          | Победник КАФ четврто коло    | 18. октобар 1985.   | 1 (1970)                                                                    |
| Алжир           | Победник КАФ четврто коло    | 18. октобар 1985.   | 1 (1982)                                                                    |
| Совјетски Савез | Другопласирани УЕФА групе 6  | 30. октобар 1985.   | 5 (1958, 1962, 1966, 1970, 1982)                                            |
| Јужна Кореја    | Победник АФК зоне Б          | 3. новембар 1985.   | 1 (1954)                                                                    |
| Данска          | Победник УЕФА групе 6        | 13. новембар 1985.  | 0 (дебитант)                                                                |
| Северна Ирска   | Другопласирани УЕФА групе 3  | 13. новембар 1985.  | 2 (1958, 1982)                                                              |
| Француска       | Победник УЕФА групе 4        | 16. новембар 1985.  | 8 (1930, 1934, 1938, 1954, 1958, 1966, 1978, 1982)                          |
| Парагвај        | Победник у КОНМЕБОЛ баражу   | 17. новембар 1985.  | 3 (1930, 1950, 1958)                                                        |
| Белгија         | Победник у УЕФА баражу       | 20. новембар 1985.  | 7 (1930, 1934, 1938, 1954, 1970, 1982)                                      |
| Ирак            | Победник АФК зоне А          | 29. новембар 1985.  | 0 (дебитант)                                                                |
| Шкотска         | Победник у баражу УЕФА-ОФК   | 4. децембар 1985.   | 5 (1954, 1958, 1974, 1978, 1982)                                            |

 Напомене:
1 Подебљана година означава првака у тој години
2 Коса година означава домаћина у тој години
| Конфедерација | Репрезентација стартовало | Репрезентације које су обезбедиле место | Елиминисане репрезентације | Укупан број места | Почетак квалификација | Крај квалификација  |
| ------------- | ------------------------- | --------------------------------------- | -------------------------- | ----------------- | --------------------- | ------------------- |
| АФК           | 24                        | 2                                       | 22                         | 2                 | 19. јануар 1985.      | 3. новембар 1985.   |
| КАФ           | 26                        | 2                                       | 24                         | 2                 | 30. јун 1984.         | 18. октобар 1985.   |
| КОНКАКАФ      | 13+1                      | 1+1                                     | 11                         | 1+1               | 15. јун 1984.         | 14. септембар 1985. |
| КОНМЕБОЛ      | 10                        | 4                                       | 6                          | 4                 | 3. март 1985.         | 17. новембар 1985.  |
| ОФК           | 4                         | 0                                       | 4                          | 0                 | 3. септембар 1985.    | 4. децембар 1985.   |
| УЕФА          | 32+1                      | 13+1                                    | 19                         | 13+1              | 2. мај 1984.          | 4. децембар 1985.   |
| Укупно        | 109+2                     | 22+2                                    | 87                         | 109+2             | 2. мај 1984.          | 4. децембар 1985.   |